# Stary cmentarz w Olkuszu
Stary cmentarz w Olkuszu – nieczynny cmentarz wyznaniowy w Olkuszu, położony pomiędzy ulicami Króla Kazimierza Wielkiego i Francesco Nullo. Został otwarty w pierwszej połowie XIX wieku, a zamknięto go w 1914 roku. Dzieli się na dwie części: katolicką i prawosławną. Spoczywa na nim włoski rewolucjonista i powstaniec styczniowy, płk Francesco Nullo.

## Lokalizacja i charakterystyka
Cmentarz leży w centrum Olkusza, pomiędzy ulicami Króla Kazimierza Wielkiego i Francesco Nullo. Ma powierzchnię 0,65 hektara. Jest cmentarzem typu parkowego; w 1982 roku w jego obrębie rosło 190 drzew. Jest otoczony murem z wapienia.
Cmentarz podzielony jest na dwie części: katolicką i prawosławną. Ta ostatnia, o powierzchni 13 arów, znajduje się we wschodniej części cmentarza. Od kwater katolickich ogradza ją mur. Pierwotnie kwaterę prawosławną przecinała aleja biegnąca prostopadle do ul. Króla Kazimierza Wielkiego. Na teren kwatery można wejść zarówno bramą od strony ul. Króla Kazimierza Wielkiego, jak też od strony cmentarza katolickiego, przez przejście w murze.
Aleja, prowadząca od bramy przy ul. Króla Kazimierza Wielkiego, biegnie także przez katolicką część cmentarza. Pierwotnie przecinały ją prostopadle trzy inne alejki, wyznaczając w ten sposób sześć kwater.

## Historia
Cmentarz został założony pomiędzy 1815 a 1821 rokiem. Pierwotnie miał mniejszą powierzchnię, jednakże w II połowie XIX wieku został powiększony o tereny przylegające od strony północnej. Cmentarz formalnie zamknięto w 1914 roku. Nadal jednak odbywały się pojedyncze pochówki w grobach rodzinnych, ostatnie miały miejsce w latach 30. XX wieku. Liczba osób pochowanych na cmentarzu pozostaje nieznana.
Kwatera prawosławna powstała najprawdopodobniej pomiędzy rokiem 1826 a 1843. Najstarszy ze znanych nagrobków prawosławnych, a w zasadzie metalowy krzyż z wypisaną datą, pochodził z 1843 roku (nie zachował się). W miejscu tym grzebano rosyjskich żołnierzy i urzędników oraz zmarłych członków ich rodzin, przede wszystkim żołnierzy Straży Pogranicznej oraz małe dzieci. Według Ireneusza Cieślika w kwaterze prawosławnej pochowano około 200–300 osób.

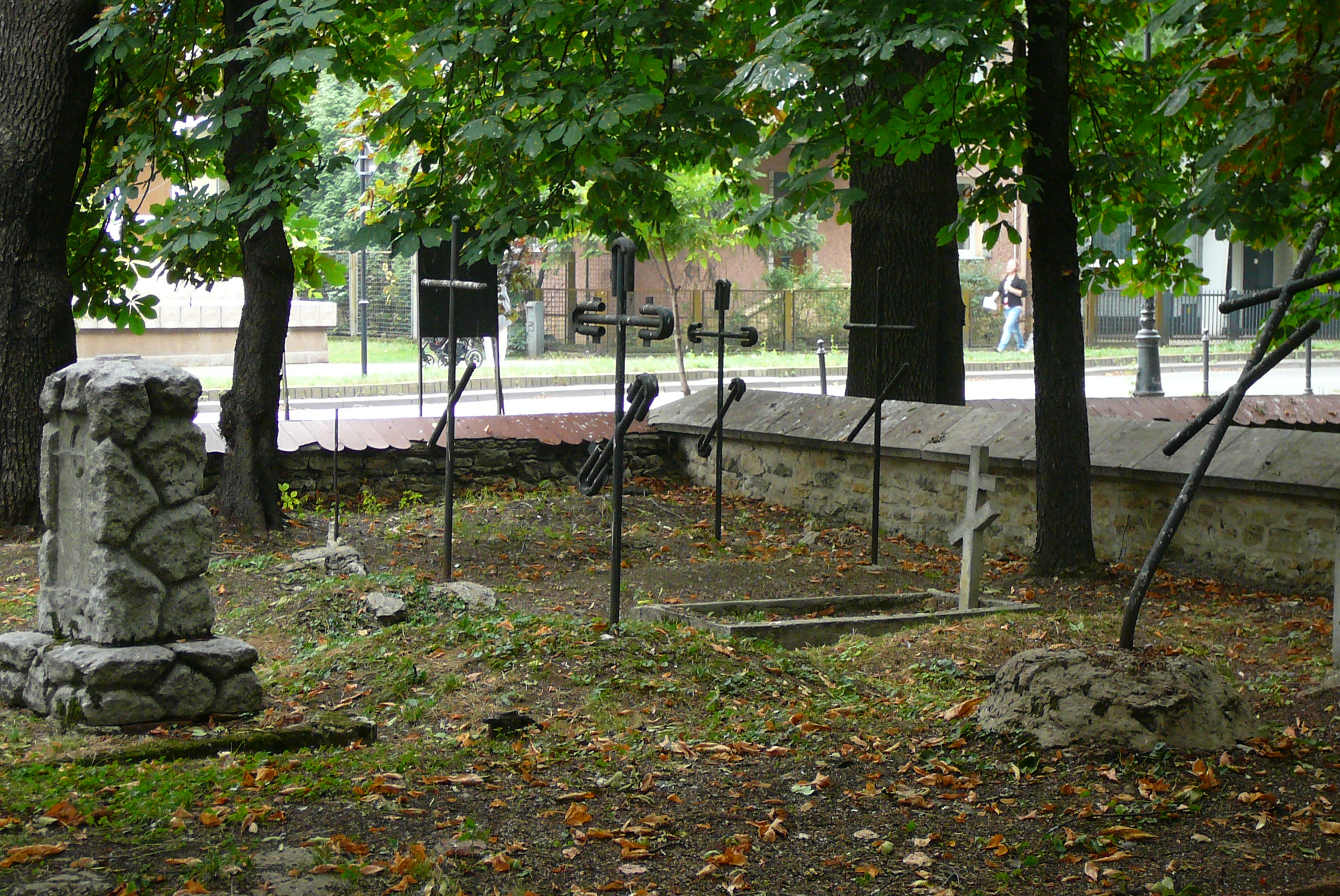
Kwatera prawosławna

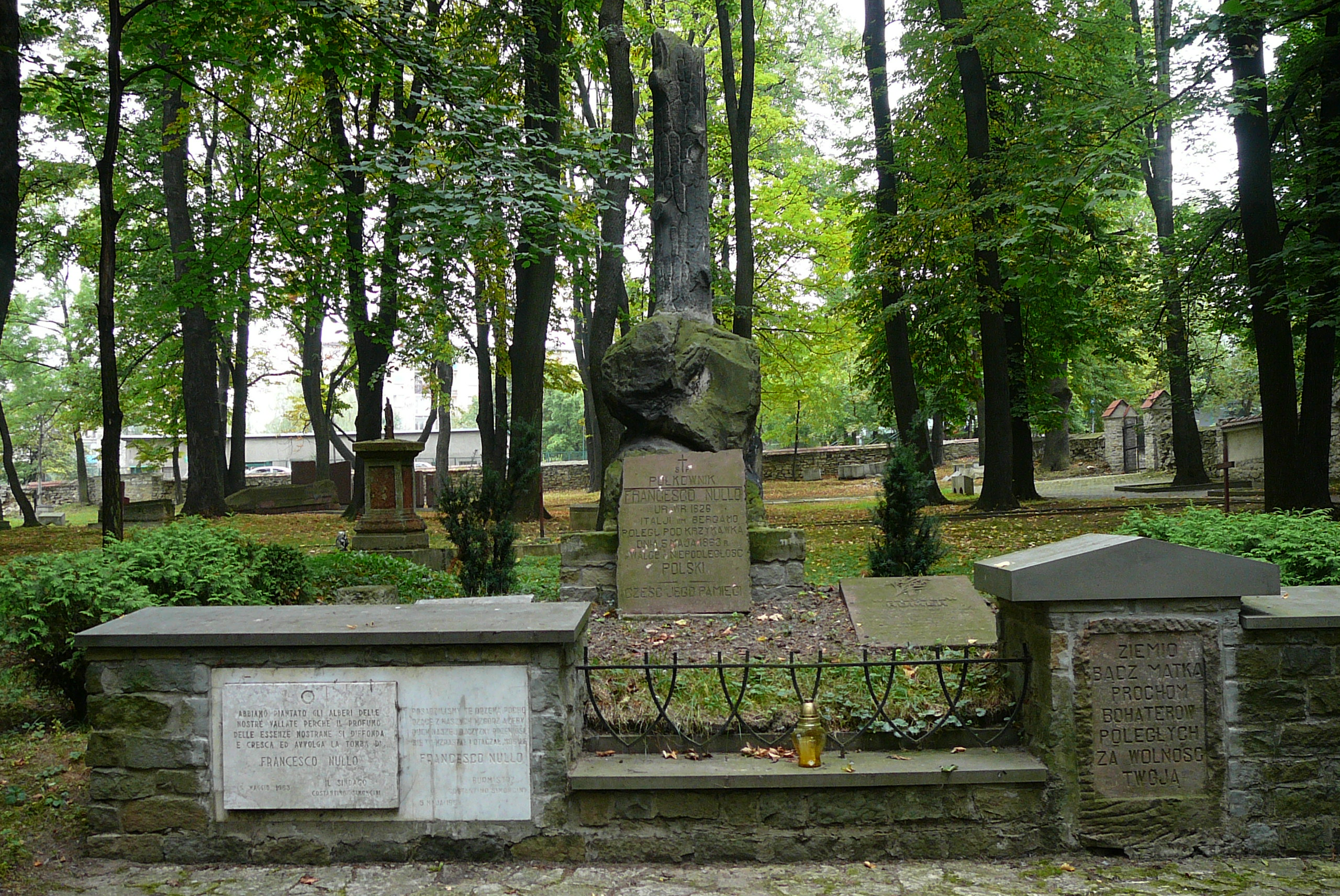
Grób Francesco Nullo

W maju 1863 roku na cmentarzu pogrzebano płk. Francesco Nullo – włoskiego rewolucjonistę, który ochotniczo wziął udział w powstaniu styczniowym i poległ w bitwie pod Krzykawką. W 1909 roku, z inicjatywy grupy mieszkańców Olkusza, na grobie Nullo wzniesiono pomnik w kształcie strzaskanego pnia dębu. Dokonano tego w tajemnicy przed władzami carskimi.
Podczas I wojny światowej w północno-wschodniej części cmentarza grzebano zmarłych i poległych żołnierzy armii austro-węgierskiej. W tym celu wydzielono część kwatery prawosławnej (ok. 30% jej pierwotnej powierzchni). Prawdopodobnie zbiorowa mogiła żołnierska została ekshumowana po wojnie, a szczątki przeniesiono na cmentarz wojenny urządzony przy nowym cmentarzu katolickim. Według niektórych świadków w czasach stalinizmu w kwaterze prawosławnej potajemnie grzebano zwłoki ofiar olkuskiego Urzędu Bezpieczeństwa.
W okresie Polski Ludowej cmentarz zaczął popadać w ruinę. Często odnotowywano akty wandalizmu. Zburzony został budynek grabarza-stróża, który przylegał do muru w południowo-zachodniej części cmentarza. Proces dewastacji został częściowo zatrzymany w 1962 roku. W związku ze zbliżającymi się obchodami 100. rocznicy bitwy pod Krzykawką, a w szczególności na wieść, że weźmie w nich udział oficjalna delegacja włoska, ówczesne władze miejskie odnowiły pomnik płk. Nullo, uporządkowały jego otoczenie, a także zezwoliły na oddolne inicjatywy mające na celu zabezpieczenie cmentarza. Od 1965 roku opiekę nad starym cmentarzem sprawowało Towarzystwo Przyjaciół Ziemi Olkuskiej. 
W 1977 roku wysunięto pomysł przekształcenia cmentarza w plac zabaw dla dzieci, ostatecznie nie został on jednak zrealizowany. W 1982 roku na zlecenie olkuskiego magistratu przeprowadzono szczegółową inwentaryzację obiektów znajdujących się na cmentarzu. Działania społeczne mające na celu odnowienie cmentarza były prowadzone także w latach 90. XX wieku. W tym okresie mur oddzielający część katolicką od prawosławnej zaczęto przekształcać w „ścianę pamięci”. 
W 1997 roku uczniowie z Zespołu Szkół w Bukownie uporządkowali kwaterę prawosławną, m.in. stawiając ponad 20 metalowych krzyży prawosławnych na bezimiennych mogiłach. Kilka lat później kwatera została jednak zdemolowana przez nieznanych sprawców.
W 2005 roku na cmentarzu odsłonięto pomnik upamiętniający mieszkańców powiatu olkuskiego pomordowanych w niemieckich więzieniach, obozach koncentracyjnych i obozach zagłady.

## Ważniejsze groby i obiekty

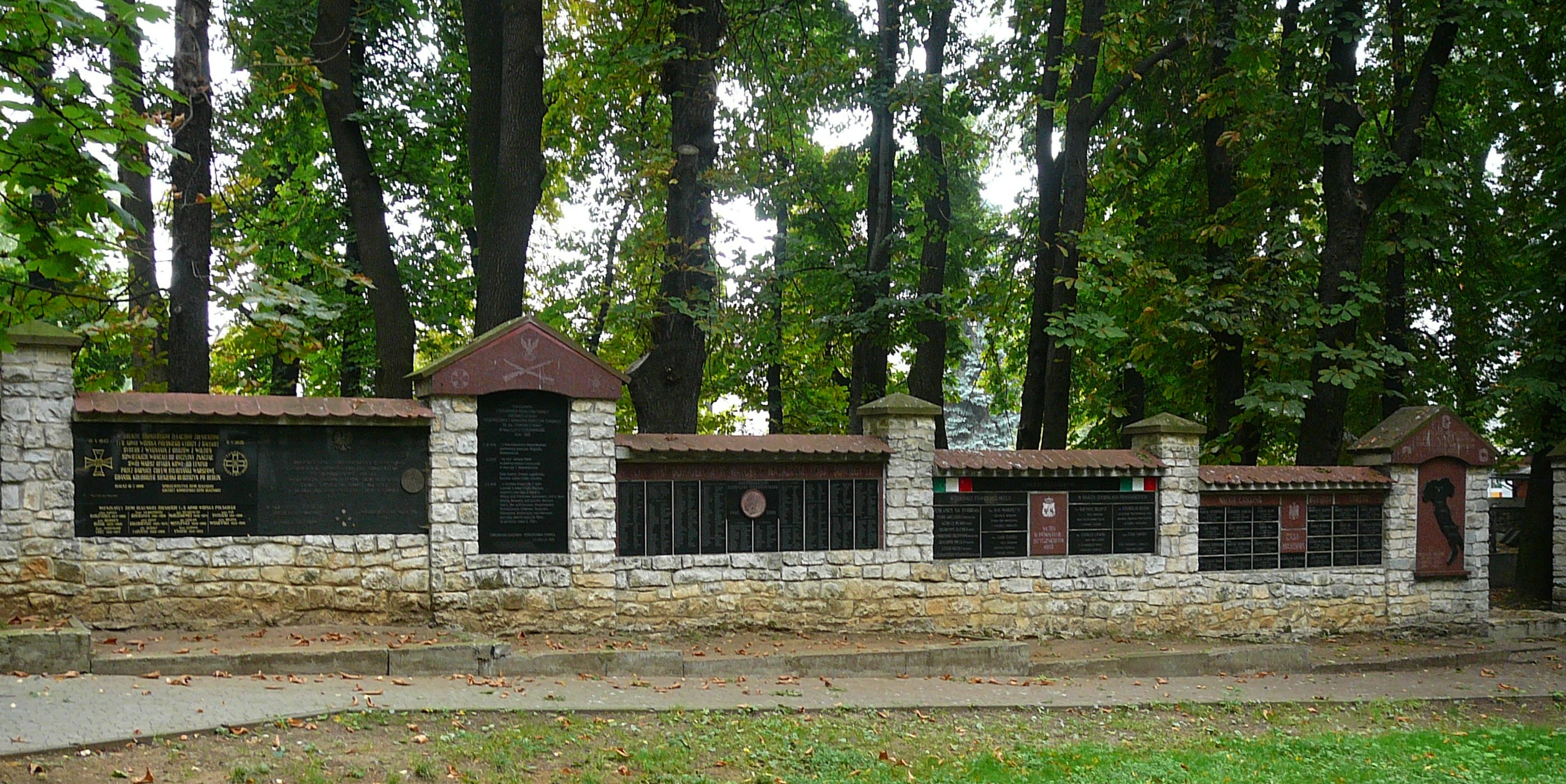
„Ściana pamięci”

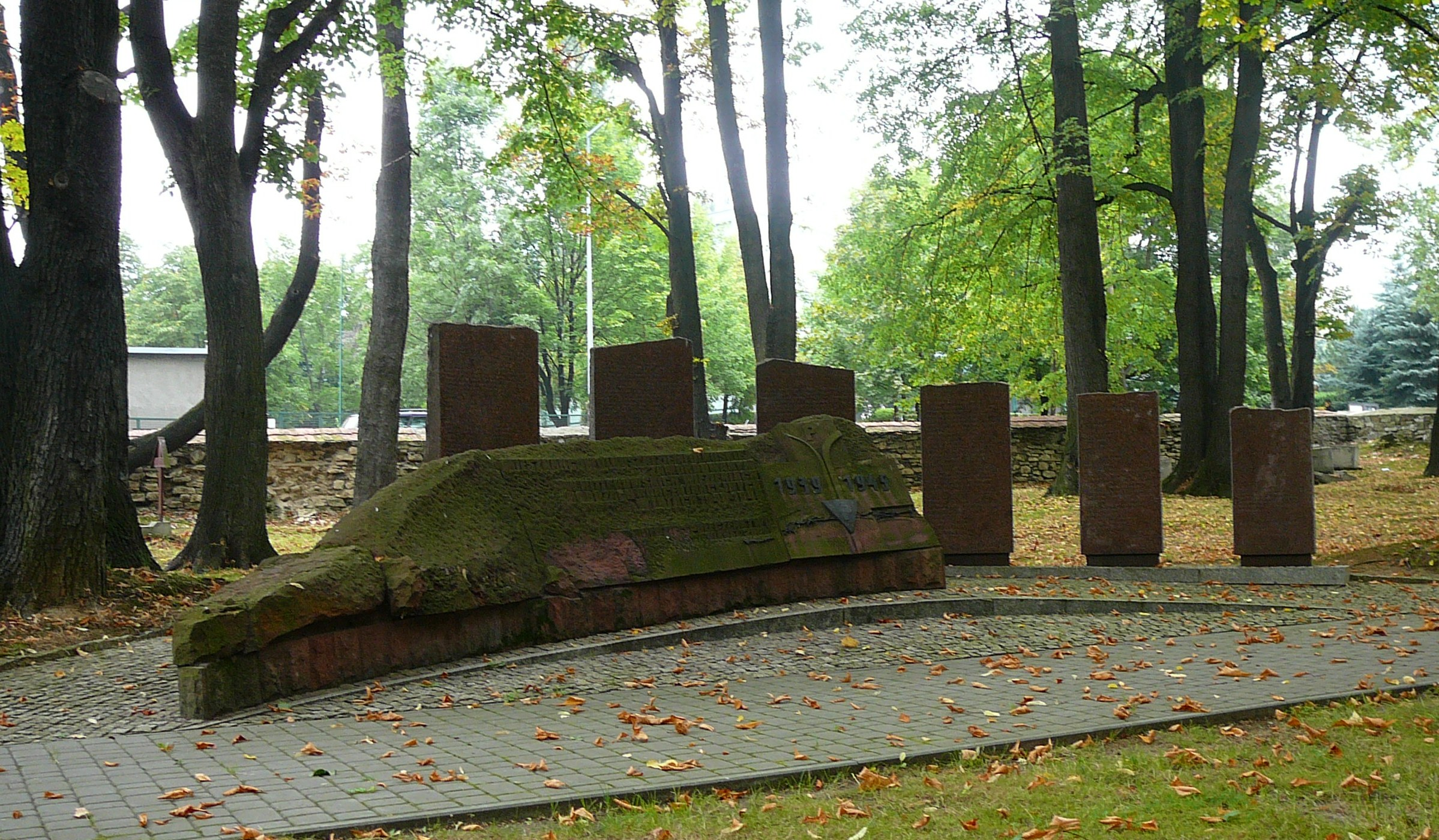
Pomnik upamiętniający ofiary niemieckich więzień i obozów

Podczas przeprowadzonej w 1982 roku inwentaryzacji ustalono, że na starym cmentarzu znajduje się 31 budowli grobowych i nagrobków o charakterze zabytkowym – w tym czternaście pochodzących z II połowy XIX wieku i siedemnaście pochodzących z I połowy XX wieku. W tej liczbie znajdowało się: dziewiętnaście nagrobków wolno stojących, pięć płyt nagrobnych, cztery krzyże, dwa grobowce i jeden sarkofag. W kwaterze prawosławnej zachowało się tylko kilka oryginalnych nagrobków.
Do najważniejszych obiektów znajdujących się na cmentarzu należy zaliczyć grób i pomnik Francesco Nullo. Obok włoskiego pułkownika spoczywają dwaj inni powstańcy polegli pod Krzykawką, Władysław Romer i N.N. „Julian”, których upamiętniają osobne płyty nagrobne. Nieopodal grobu i pomnika znajduje się kilka tablic pamiątkowych oraz kamienny postument z dwoma metalowymi masztami flagowymi, na którym wyrzeźbiono płaskorzeźby przedstawiające herby Bergamo i Olkusza.
Wśród osób zasłużonych dla ziemi olkuskiej, które spoczywają na starym cmentarzu, znajdują się ponadto:
- Roman Bukowski  – właściciel majątku Klucze, uczestnik powstań listopadowego i styczniowego, zesłaniec syberyjski[14].
- ks. Władysław Kuczyński – w latach 1868–1876 administrator parafii św. Katarzyny w Wolbromiu, od 1876 roku administrator parafii św. Andrzeja w Olkuszu[15].
- Aleksander Kazimierz Kujawski – prezydent miasta Olkusza (zm. 1894)[16].

W latach 90. XX wieku mur oddzielający część katolicką od prawosławnej zaczęto przekształcać w tzw. ścianę pamięci. Zainstalowano na nim liczne tablice, upamiętniające m.in.: Włochów poległych w powstaniu styczniowym, mieszkańców ziemi olkuskiej poległych w wojnie polsko-bolszewickiej – w tym żołnierzy V Batalionu Strzelców Olkuskich im. płk. Francesco Nullo, mieszkańców ziemi olkuskiej walczących na frontach II wojny światowej – uczestników kampanii wrześniowej, żołnierzy 2 Korpusu Polskiego, żołnierzy 1. i 2. Armii Wojska Polskiego, żołnierzy 23. i 106. Dywizji Piechoty Armii Krajowej, którzy walczyli na ziemi olkuskiej w składzie oddziałów partyzanckich „Surowiec” i „Suszarnia”.
Odsłonięty w czerwcu 2005 roku pomnik projektu Katarzyny Krzykawskiej upamiętnia mieszkańców powiatu olkuskiego, którzy w czasie II wojny światowej zginęli w niemieckich więzieniach, obozach koncentracyjnych i obozach zagłady. Pomnik ma kształt półkolistego, powiększającego się ku środkowi stosu, za którym ustawiono sześć tablic z nazwiskami ofiar. Pomnik wzbudził pewne kontrowersje ze względu na oskarżenia, że tablice nie zawierają nazwisk ofiar pochodzenia żydowskiego (te ostatnie zostały upamiętnione krótkim napisem). Z owymi zarzutami polemizował m.in. Adam Cyra.
W 2009 roku, w ślad za inicjatywą polskiej i niemieckiej młodzieży, na starym cmentarzu wzniesiono obelisk z krzyżem upamiętniający ofiary wojen w Europie. W tym samym roku z inicjatywy olkuskich harcerzy w północno-zachodniej części cmentarza wzniesiono obelisk z drewnianym krzyżem, który upamiętnia powstanie warszawskie.